# Chukkanahalli, Mulbagal
Chukkanahalli là một làng thuộc tehsil Mulbagal, huyện Kolar, bang Karnataka, Ấn Độ.